# Guardo
Guardo là một đô thị trong tỉnh Palencia, Castile và León, Tây Ban Nha. Theo điều tra dân số 2013 (INE), đô thị này có dân số là 6.915 người.
Tọa độ 42° 47' 00" bắc, 4° 50' 00" tây.